# André Castro
André Castro Pereira (Gondomar, Oporto, 2 de abril de 1988) es un exfutbolista portugués que jugaba de centrocampista.

## Trayectoria
Comenzó la práctica del fútbol en el Gondomar S. C. y con once años ingresó en las categorías inferiores del F. C. Oporto. En la temporada 2007-08 debutó con el primer equipo en un encuentro ante el União de Leiria y consiguió el título de Liga de la Primera División de Portugal. En la siguiente campaña fue cedido al S. C. Olhanense de Segunda División, con el que logró el ascenso de categoría. Su periodo de préstamo se prolongó un año más, hasta el final de la temporada 2009-10, momento en el cual regresó al Oporto. El 25 de julio de 2010 Castro llevó el brazalete de capitán del club portuense durante un encuentro de pretemporada ante la U. C. Sampdoria disputado en el Estadio do Dragão.
En enero de 2011, tras un inicio de la temporada 2010-11 en el que tuvo una participación escasa, se concretó su cesión al Real Sporting de Gijón hasta junio del mismo año. Durante su primera campaña en el club gijonés anotó dos goles en los dieciséis partidos que disputó y ayudó a la continuidad del equipo en Primera División. El 16 de agosto se anunció su vuelta al Sporting, de nuevo en calidad de cedido, por otra temporada más. En esta ocasión, logró marcar dos tantos en veintinueve encuentros, pero el equipo asturiano no fue capaz de eludir el descenso a Segunda División.
Una vez reincorporado a la disciplina del Oporto, jugó su primer partido en la Liga de Campeones el 6 de noviembre de 2012 ante el F. C. Dinamo de Kiev. El 14 de agosto de 2013 se anunció su cesión al Kasımpaşa S. K. para la temporada 2013-14 y en mayo de 2014 fue traspasado definitivamente al club turco a cambio de una cantidad cercana a los 3 millones de euros. En 2017 se marchó al Göztepe S. K. y, tras siete años en Turquía, en julio de 2020 regresó al fútbol portugués tras fichar por el S. C. Braga. Con este equipo ganó una Copa de Portugal y en la temporada 2023-24 jugó únicamente siete encuentros, por lo que en enero de 2024 rescindió su contrato y firmó por el Moreirense F. C. hasta 2025. Sin embargo, el siguiente mes de agosto llegó a un acuerdo para marcharse y regresó al F. C. Oporto para competir con su filial. En él puso fin a su carrera una vez terminó la temporada 2024-25.

## Selección nacional
Tras pasar por las categorías inferiores de Portugal, recibió la llamada de la selección absoluta el 4 de agosto de 2011; Paulo Bento lo convocó para disputar un encuentro amistoso ante Luxemburgo aunque, finalmente, no llegó a debutar con el combinado nacional luso. También estuvo presente en la preselección portuguesa para la Eurocopa 2012.

## Clubes
| Club                   | País     | Año       |
| ---------------------- | -------- | --------- |
| F. C. Oporto           | Portugal | 2007-2008 |
| S. C. Olhanense        | Portugal | 2008-2010 |
| F. C. Oporto           | Portugal | 2010-2011 |
| Real Sporting de Gijón | España   | 2011-2012 |
| F. C. Oporto           | Portugal | 2012-2013 |
| Kasımpaşa S. K.        | Turquía  | 2013-2017 |
| Göztepe S. K.          | Turquía  | 2017-2020 |
| S. C. Braga            | Portugal | 2020-2024 |
| Moreirense F. C.       | Portugal | 2024      |
| F. C. Oporto "B"       | Portugal | 2024-2025 |

## Palmarés

### Campeonatos nacionales
| Título                | Club            | País     | Año  |
| --------------------- | --------------- | -------- | ---- |
| Liga portuguesa       | F. C. Oporto    | Portugal | 2008 |
| Segunda División      | S. C. Olhanense | Portugal | 2009 |
| Supercopa de Portugal | F. C. Oporto    | Portugal | 2010 |
| Supercopa de Portugal | F. C. Oporto    | Portugal | 2011 |
| Supercopa de Portugal | F. C. Oporto    | Portugal | 2012 |
| Liga portuguesa       | F. C. Oporto    | Portugal | 2013 |
| Copa de Portugal      | S. C. Braga     | Portugal | 2021 |